# SPCA 218
Dimensions
Le SPCA 218 était un avion de transport civil construit en France au début des années 1930 par la SPCA.